# 北海道道24号釧路停車場線
北海道道24号釧路停車場線（ほっかいどうどう24ごう くしろていしゃじょうせん）は、北海道釧路市内を結ぶ道道（主要地方道）である。

## 概要

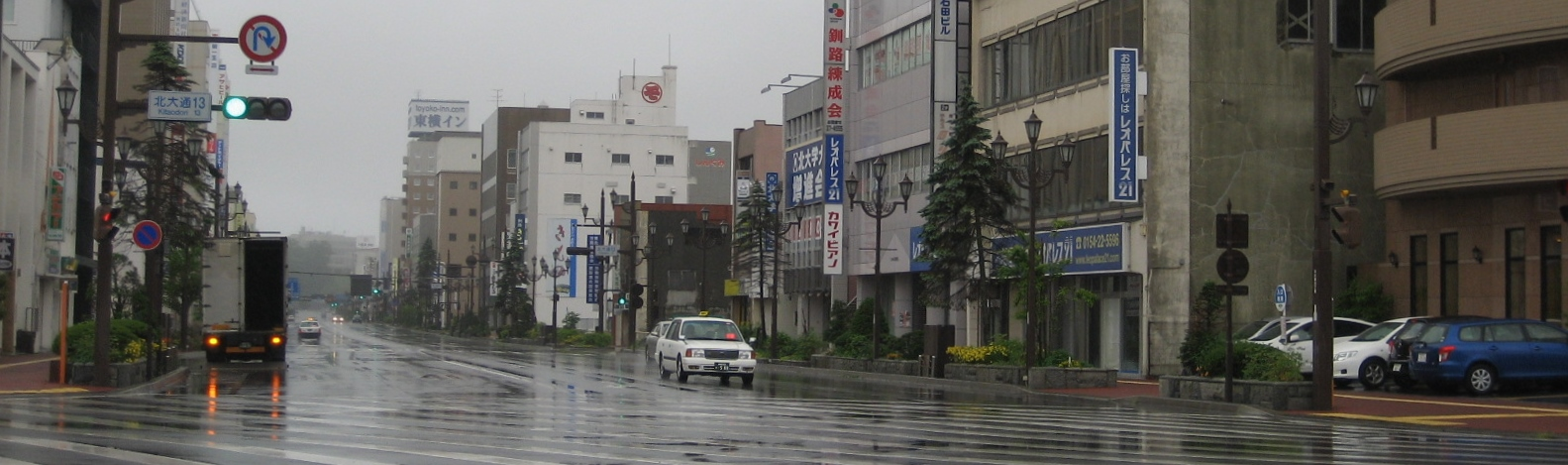
起点の様子

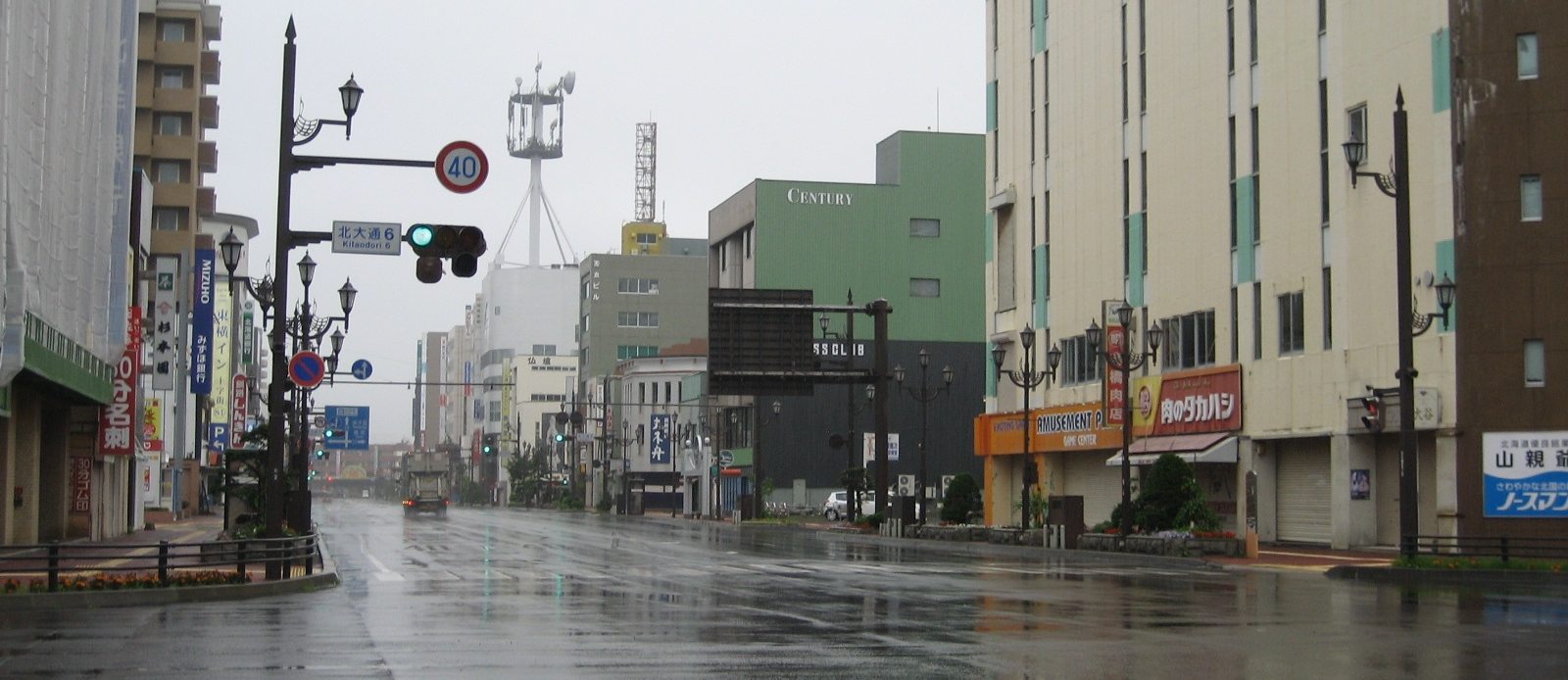
終点の様子

「北大通」の通称がある。

### 路線データ
- 起点：北海道釧路市北大通13丁目（JR北海道 根室本線・釧網本線 釧路駅）
- 終点：北海道釧路市北大通5丁目（国道38号・国道44号交点）
- 総延長：0.674 km[1]
- 実延長：0.654 km[1]
- 重用延長：0.020 km[1]

### 道路管理者
- 釧路総合振興局：釧路建設管理部・事業課

## 歴史
- 1954年（昭和29年）3月30日 - 45号として路線認定[2]。
- 1993年（平成5年）5月11日 - 建設省から、道道釧路停車場線が釧路停車場線として主要地方道に指定される[3]。
- 1994年（平成6年）10月1日 - 路線番号を24号に変更[4]。

## 路線状況

### 通称
- 北大通（釧路市）

## 地理

### 通過する自治体
- 釧路総合振興局
  - 釧路市

### 交差する道路
釧路市
- 北海道道53号釧路鶴居弟子屈線 - 北大通8丁目
- 国道38号 - 北大通5丁目（終点）
- 国道44号 - 北大通5丁目（終点）

### 沿線にある施設など
釧路市
- JR北海道 根室本線・釧網本線 釧路駅
- 釧路駅前バスターミナル（くしろバス、阿寒バス）
- 釧路市中央図書館